# Abdul Rahim Hatif
Abdul Rahim Hatif (født 20. maj 1926, Kandahar, Afghanistan, død 19. august 2013, Alphen aan den Rijn, Holland) var en afghanske politiker. Han fungerede som vicepræsident under de sidste år af Den demokratiske republik Afghanistan.
Før Kabul første gang faldt under den afghanske borgerkrig, var Hatif den fungerende præsident for Afghanistan for to uger i april 1992, efter præsident Najibullah afgav magten, og inden kup og magtovertagelsen af Jamiat-e Islami.
Hatif gik i eksil i Holland hvor han døde den 19. august 2013.

## References
1. ↑  Clements, Frank (2003). Conflict in Afghanistan: a historical encyclopedia. ABC-CLIO. s. 102. ISBN 978-1-85109-402-8.
2. ↑  Organization of the Peoples Democratic Party of Afghanistan/Watan Party, Governments and Biographical Sketches 1982-1998, Volume 1, by S. Fida Yunas, pub University of Michigan, 1998.[side mangler]
3. ↑  "علمي،ټولنيز او سياسي شخصيت ارواښاد عبدالرحيم هاتف – Larawbar.com". Arkiveret fra originalen 7. december 2016. Hentet 12. august 2015.

| Biografi | Spire Denne biografi er en spire som bør udbygges. Du er velkommen til at hjælpe Wikipedia ved at udvide den. |